# 1045
سنة 1045 كانت سنة بسيطة تبدأ يوم الثلاثاء (الرابط يظهر نموذج التقويم الكامل للسنة) من التقويم اليولياني.

## مواليد
- سانت مارغريت من اسكتلندا
- ظهير الدين الروذراوري
- ميناموتو نو يوشيميتسو ساموراي ياباني
- ويليام الرابع، كونت تولوز

## وفيات
- المنصور عبد الله بن الأفطس.
- الصيمري.
- بوبو من تريفين.
- رينولف درينغوت.